# Lerista desertorum
Espèce
Synonymes
- Lygosoma planiventrale desertorum Sternfeld, 1919

Lerista desertorum est une espèce de sauriens de la famille des Scincidae.

## Répartition
Cette espèce est endémique d'Australie. Elle se rencontre dans le sud-ouest du Territoire du Nord et en Australie-Méridionale.

## Publication originale
- Sternfeld, 1919 : Neue Schlangen und Echsen aus Zentralaustralien. Senckenbergiana, vol. 1, p. 76-83 (texte intégral).